# Principatul Saxoniei
Principatul Elector al Saxoniei (germană Kurfürstentum Sachsen, Kursachsen), la care uneori se face referire ca Saxonia Inferioară, a fost un stat al Sfântului Imperiu Roman. Principatul a fost întemeiat de împăratul Carol al IV-lea provenind din Ducatul de Saxa-Wittenberg care a devenit principat elector prin Bula de Aur. După dizolvarea Sfântului Imperiu Roman în 1806, principele elector de Saxonia (care aparținea Casei de Wettin) și-a asumat titlul de „rege al Saxoniei”.